# Jeremias de Decker
Jeremias de Decker ou de Dekker (Dordrecht, vers 1610-Amsterdam, novembre 1666), est un poète néerlandais.

## Œuvres
Ses œuvres complètes ont été publiées en France en deux volumes en 1726. Elles comprennent les Lamentations de Jérémie, le Vendredi saint, l' Éloge de l'avarice et l' Invective contre la fièvre qui sont ses poèmes les plus connus. 
Jérôme de Vries a écrit sa vie en 1807.
Rembrandt a peint son portrait en 1656 ou 1666. Il est conservé au musée de l'Ermitage.